# Les Originaux ou Monsieur du Cap-Vert
Les Originaux ou Monsieur du Cap-Vert ist eine Komödie in drei Akten und in Prosa von Voltaire. Das 1732 entstandene Stück wurde nur im Entstehungsjahr im privaten Rahmen aufgeführt. Die erste Buchausgabe erschien 1820 in Paris in der Werkausgabe Lequien.

## Handlung
Die Handlung spielt in Paris im Haus des Präsidenten Bodin. Der Hausherr Präsident Bodin und seine Frau pflegen frühbürgerliche Neurosen. Bodin ist der Astrologie verfallen. Präsidentin Bodin leidet unter eingebildeten Krankheiten und ernährt sich von Pillen. Bodin hat seine Tochter Fanchon einem Schulfreund, dem gealterten Korsaren Monsieur du Cap-Vert, versprochen. Sie liebt jedoch den in den Tag lebenden Chevalier du Hasard. Fanchons Schwester hat den Grafen Des-Apprèts geheiratet, der jedoch den Standesunterschied nicht überwinden mag. Erst die Ankunft der wider Erwarten noch lebenden Ehefrau des Korsaren löst die verfahrene Situation. Hasard und Des-Apprèts stellen sich als die bürgerlichen Söhne des Korsaren heraus. Der bürgerliche Rahmen ist wieder hergestellt. Der Korsar kehrt zu seiner Ehefrau zurück. Hasard und Fanchon können heiraten. Bodin gibt die Astrologie auf.

## Literarische Vorlage und biografische Bezüge
Voltaire verfasste das Stück Les Originaux 1732 zur Unterhaltung seiner Freunde und adliger Gönner. Die wenigen erhaltenen Manuskripte haben verschiedene Titel: Le grand Boursoufle, Les Origineaux (sic!) oder Monsieur du Cap-Vert. Das Motiv zu Les Originaux wie zu L’Échange entnahm Voltaire dem Stück The Relapse von John Vanbrugh, das er während seines Aufenthaltes in London im Dury Lane Theater gesehen hatte.

## Aufführungen und zeitgenössische Rezeption
Die Komödie Les Originaux wurde nach Angaben von Voltaire 1732 im privaten Rahmen aufgeführt. Eine öffentliche Aufführung auf den Bühnen fand nicht statt.

## Drucklegung
Les Originaux wurden erstmals nach einem Manuskript 1820 im Band IX der Oeuvres de Voltaire im Verlag von E.-A. Lequien veröffentlicht.

## Erste Ausgaben
- Les Originaux ou Monsieur du Cap-Vert, in: Oeuvres de Voltaire, Band IX, Paris, Lequien, 1820, 8°